# Nəbi Məmmədov
Nəbi Məmmədov (Cəbrayıl, 7 agosto 1991) è un artista marziale azero di sambo.
Ha gareggiato per la prima volta nella classe di peso 100 kg ai Campionati Mondiali di Sambo a San Pietroburgo nel 2013. Mammadov è arrivato quinto ai Campionati europei di Sambo a Kazan, in Russia, nel 2016. Nabi Mammadov, che ha gareggiato nella classe di peso 98 kg a ai Campionati Europei di Atene, ha vinto una medaglia di bronzo.

## Palmarès
- Campionati Europei

Atene 2018: bronzo nei 100kg.